# Austromuellera
Austromuellera C.T. White – rodzaj roślin z rodziny srebrnikowatych (Proteaceae). Obejmuje 2 gatunki występujące endemicznie w północno-wschodniej Australii.

## Systematyka
Pozycja i podział rodziny według Angiosperm Phylogeny Website (aktualizowany system APG III z 2009)
Rodzaj z rodziny srebrnikowatych stanowiącej grupę siostrzaną dla platanowatych, wraz z którymi wchodzą w skład rzędu srebrnikowców, stanowiącego jedną ze starszych linii rozwojowych dwuliściennych właściwych. W obrębie rodziny rodzaj stanowi klad bazalny w plemieniu Banksieae Rchb., 1828. Plemię to klasyfikowane jest do podrodziny Grevilleoideae Engl., 1892.
Wykaz gatunków
- Austromuellera trinervia C.T.White
- Austromuellera valida B.Hyland